# Centaurium klattii
Centaurium klattii är en gentianaväxtart som beskrevs av Paul Victor Fournier. Centaurium klattii ingår i släktet aruner, och familjen gentianaväxter. Inga underarter finns listade i Catalogue of Life.